# Дуала (народ)
Дуа́ла (Duala, Douala; дівала, дуела) — північно-західний банту народ або мовна сукупність народів у Камеруні.

## Етнічна спільнота, територія проживання, і чисельність

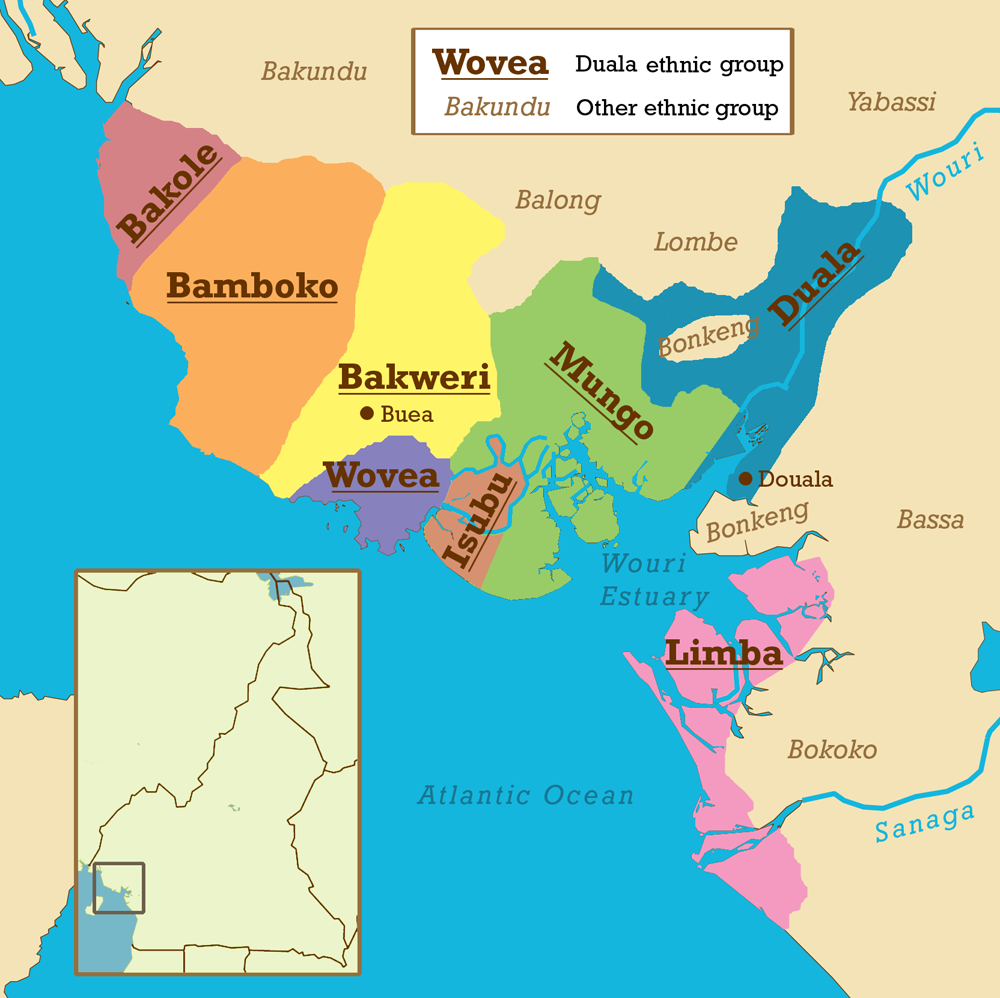
Мапа розселення груп дуала на півдні Камеруну

Під дуала розуміють не так власне дуала, як етнічну спільність дуала, ленде і баса. Об'єднуючими елементами для цих етній є спільні мова та історія. Власне дуала поділяються на велике число субетнічних груп, які теж нерідко розглядають як окремі народи: ісубу, мулімба, мбоко, мунґо, вурі, квірі тощо.
Територією проживання власне дуала є узбережжя Камерунської затоки в околицях міста Дуала, близькі групи проживають також у провінціях Південно-Східна і Літторал.
Відтак, чисельність дуала коливається від бл. 100 тис. осіб (власне дуала) до бл. 1,5 млн осіб (разом зі споріденними групами і дуаламовними близькими народами).

## Мова і релігія
Мова дуала класифікується як північно-західна банту мова (зона A) бенуе-конголезької мовної родини. Цією мовою розмовляє декілька близьких до дуала етносів. Мова має говірне членування.
Більшість дуала і дотепер дотримуються традиційних вірувань (анімізм, культ предків), хоча значним є також число католиків і протестантів, зокрема, прибічників Євангелічної церкви Камеруну.

## Етнічна історія

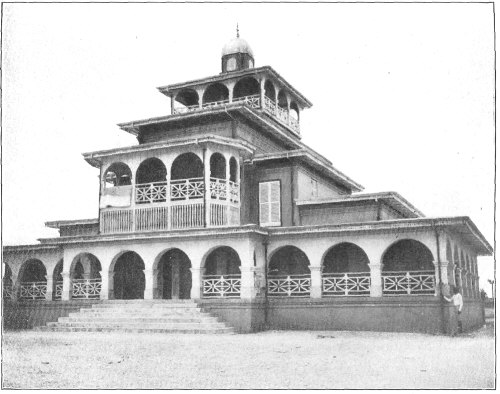
Королівський палац у місті Дуала

Дуала і близькі їм етноси у XVIII — XIX ст.ст. створили на території сучасного Південного Камеруну ранньополітичне об'єднання племен зі столицею в місті Дуала, який був значним торговельним (в тому числі і работоргівля) осередком, зокрема і з приходом європейців.
У липні 1884 року вождям народу дуала було нав'язано договір про перехід камерунського узбережжя під протекторат Німеччини.
У роки Першої світової війни, в 1916 році, територію Камеруну було окуповано британськими, французькими і бельгійськими військами. А в 1919 році Камерун, в тому числі і територія проживання дуала, було поділено між Великою Британією і Францією.
Незалежність від Франції було отримано в 1960 році, від Великої Британії — в 1961 році.
У теперішній час дуала — один з впливових етносів держави Камерун.

## Господарство і суспільство
У традиційному господарстві дуала вміло поєднуються землеробство, морське рибальство і торгівля.
Землеробство — підсічно-вогневе. Головні культури — кукурудза, сорго, маніок, ямс, арахіс; товарними культурами є какао, банани, горіхи кола.
Традиційно розвинутою є торгівля.

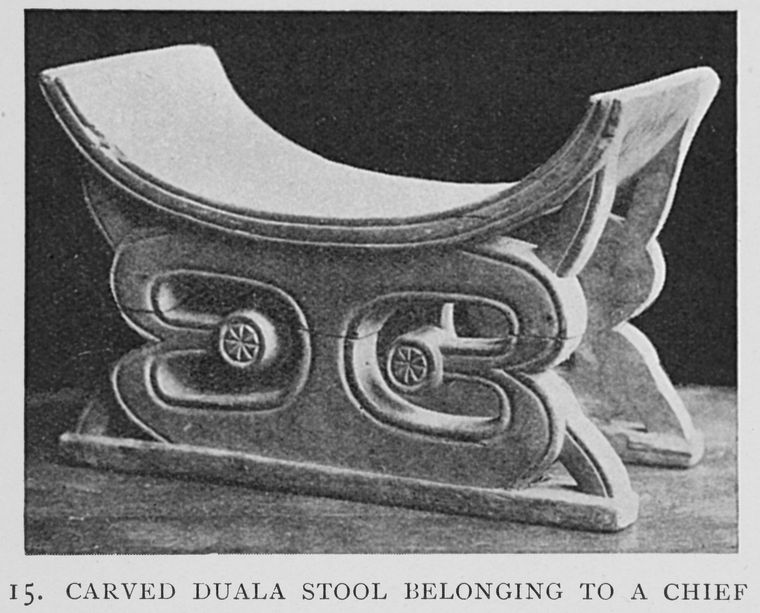
Різьблений стілець вождя

Серед ремесел розвитку набули: різьблення на дереві (в тому числі виготовлення оригінальних «стільців» вождя, старійшин тощо), ковальство, гончарство. Чимало предметів ремісників, крім властивої практичної функції, є справжніми шедеврами декоративно-ужиткового мистецтва.
У теперішній час частина дуала зайняті на промислових підприємствах (у Дуала, Крібі).
Основу традиційного суспільства ще в 1-й пол. ХХ століття становила сільська община. Практикувалася полігінія.

## Культура
Поселення дуала нечіткого («розкиданого») планування. Хатини групуються за родинною ознакою.
Житло — прямокутне в плані, із стніми з плетених лози і тростини й обмазаними глиною зі чотирьохсхилою стріхою, що нависає, з листя і трави.
У раціоні переважає рослинна їжа (переважно різноманітні каші, овочі, банани), риба тощо.
Зберігаються усні оповідання.

## Виноски
1. ↑  Історія Камеруну. Архів оригіналу за 20 квітня 2009. Процитовано 6 квітня 2009. Історія Камеруну (рос.)